# Thorbern Sunesen
Thorbern Sunesen (Torben) (ca. 1150 – 1198) blev dræbt ved Oder i slaget mod markgreve Otto 2. af Brandenburg.
Han var søn af Sune Ebbesen (død 1186) og Cæcilia. Thorbern Sunesen er begravet i Sorø.